# Georg Cleinow
Georg Cleinow, także Georg von Cleinow, Jerzy Cleinow (ur. 27 kwietnia 1873 w Dołhobyczowie, zm. 20 października 1936 w Berlinie) – publicysta, pisarz, tajny radca.

## Życiorys
Cleinow był synem Marcella Cleinowa – właściciela ziemskiego i geodety, i Berthy z d. Pietschmann. Cleinow był oficerem Armii Pruskiej, jednak w wyniku poniesionych ran zrezygnował z kariery wojskowej. Następnie studiował ekonomię i historię Słowian w Królewcu, Berlinie, Paryżu i Genewie. W latach 1909–1920 był redaktorem czasopisma „Die Grenzboten” wprowincji poznańskiej. Podczas I wojny światowej był kierownikiem zarządu prasowego Ober Ost w Łodzi w 1915 i Generalnego Gubernatorstwa w Warszawie (1915–1918). Przyczynił się do powstania i wydania „Deutsche Lodzer Zeitung” (1915–1918) oraz „Deutsche Warschauer Zeitung” (1915–1918) – oficjalnych dzienników władz niemieckich. Po I wojnie światowej był przewodniczącym niemieckich Naczelnych Rad Ludowych (niem. Deutscher Volksrat) w Poznaniu i Bydgoszczy, a także redaktorem bydgoskiego „Deutsche Nachrichten” (1919–1923). W 1918 założył w Bydgoszczy Niemieckie Zjednoczenie Obwodu Nadnoteckiego, które z czasem przekształciło się w Zjednoczenie Niemieckie dla Poznania i Pomorza. Był wykładowcą na Niemieckim Uniwersytecie Politycznym w Berlinie, gdzie był kierownikiem Seminarium Eurazjatyckiego.
Był zwolennikiem germanizacji i kolonizacji ziem polskich, swoje poglądy publikował na łamach redagowanych przez siebie gazet.

## Publikacje
- „W Lage d. Hausindustrie in Tula” (1904)
- „Aus Rußlands Not u. Hoffen” (1906)
- „I. I. Witte” (1906)
- „Zukunft Polens” tom 1 (1908),
- „Zukunft Polens” tom 2 (1913),
- „Probleme d. Ukraine” (1915),
- „Die Polenfrage vor d. Entscheidung” (1918),
- „Der große Jahrmarkt v. Nishny-Nowgorod” (1925),
- „Das Recht d. Ausländer in d. U.d.S.S.R.” (1926),
- „Die Dt.-Russ. Rechts- u. Wschft.verträge” (1926),
- „Neu-Sibirien” (1928),
- „Roter Imperialismus” (1930)
- „Die rote Wschft” (1932)
- „Der Verlust d. Ostmark” (1934)
- „Turkestan” (1942)[3].

## Odznaczenia
- Krzyż Żelazny II-klasy[4].